# Pisz

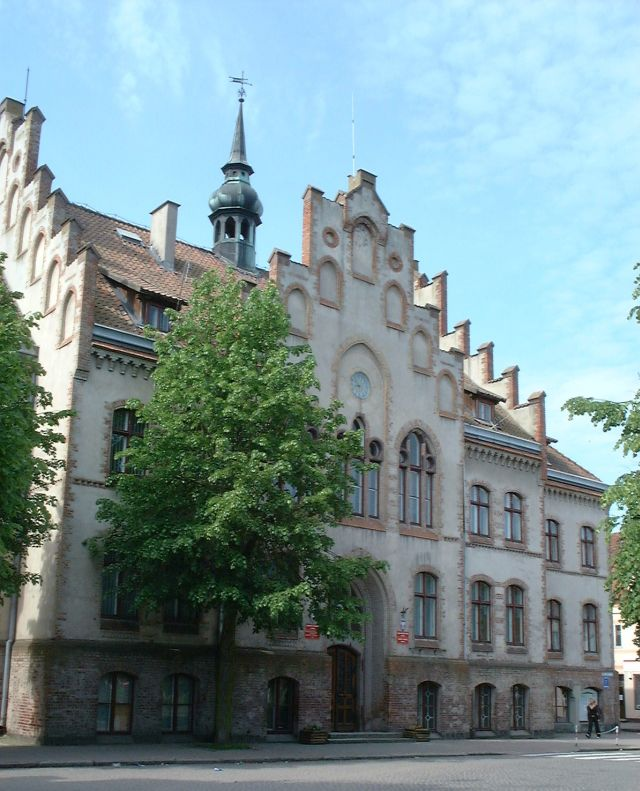
Rathaus

Pisz [pʲiʃ] (polnisch früher auch Jańsbork, deutsch Johannisburg) ist eine Stadt und Sitz des Powiat Piski der Woiwodschaft Ermland-Masuren in Polen. Sie ist auch Sitz der gleichnamigen Stadt-und-Land-Gemeinde mit 27.517 Einwohnern (Stand 31. Dezember 2020).

## Geographische Lage
Die Stadt liegt in der Region Masuren im historischen Ostpreußen, 110 Kilometer östlich von Olsztyn (Allenstein) im ehemals prußischen Stammesgebiet Galinden auf 122 m ü. NHN. Hier entspringt die Pisa aus dem Roś (Roschsee, früher Warschausee), der zur Masurischen Seenplatte gehört. Über den sechs Kilometer langen Kanał Jegliński (Jeglinner Kanal, auch Wagenauer Kanal) ist der größte masurische See zu erreichen, der Śniardwy (Spirdingsee). Südlich erstrecken sich die Wälder der Puszcza Piska (Johannisburger Heide).

## Geschichte

### Mittelalter
Ausgangspunkt der Entwicklung von Johannisburg war eine Befestigungsanlage des Deutschen Ordens, die dessen Hochmeister Heinrich Dusemer 1345 am Abfluss des Pischflusses aus dem Warschausee zum Schutz des Flussübergangs und zur Verteidigung gegen die benachbarten Litauer anlegen ließ. Diese griffen in den Jahren 1361 und 1366 die Feste an und eroberten sie bei ihrem zweiten Ansturm. Die hölzernen Anlagen wurden in Brand gesteckt und die Besatzung vertrieben. Nachdem sich die Litauer aus der Gegend wieder zurückgezogen hatten, wurden die eingeäscherte Feste durch eine steinerne Burg ersetzt, die 1378 fertiggestellt war.
Im Bereich der Burg hatten sich inzwischen Jäger, Beutner und Fischer angesiedelt. Um den Ort weiter zu fördern, verlieh ihm 1367 der Ordenskomtur von Balga, Ulrich Fricke, die Handfeste des Deutschen Ordens. Die weitere Besiedlung des Umlandes erfolgte später in der ersten Hälfte des 15. Jahrhunderts, 1450 wurden dort 35 Dörfer erwähnt. Damit war für den Orden die Zeit gekommen, Johannisburg das Stadtrecht zu verleihen. Es sollte mit der vom Hochmeister Ludwig von Erlichshausen am 15. Mai 1451 ausgestellten Urkunde manifestiert und durch die Übergabe von 200 Hufen Land finanziell abgesichert werden. Da aber der Orden zu dieser Zeit Krieg mit Polen führte, fand sich niemand, der die Durchsetzung des Stadtrechts veranlassen konnte. Während des Preußischen Städtekrieges 1455 und des Reiterkrieges 1520 wurde Johannisburg eingeäschert.

### Frühe Neuzeit
Nachdem 1525 der Ordensstaat in ein weltliches Herzogtum umgewandelt worden war, sorgte Albrecht I. von Brandenburg-Ansbach für die wirtschaftliche Förderung des Ortes. Die Burg wurde ausgebaut, weiter befestigt und zum Sitz des Amtshauptmannes bestimmt. Wie sehr der Herzog mit Johannisburg verbunden war, wurde mit seinem dortigen Aufenthalt während des Pestjahres 1549 deutlich. Die Verbreitung des evangelischen Glaubens, ebenfalls durch den Herzog gefördert, wurde in Johannisburg durch den aus Polen verbannten Reformator Martin Glossa vorangetrieben. Der einträgliche Grenzhandel mit Polen, dessen Grenze nur wenige Kilometer südlich verlief, ließ die wirtschaftliche Kraft weiter erstarken, was die Einwohner veranlasste, sich erneut um das Stadtrecht zu bemühen. Die 1594 an Markgraf Georg Friedrich herangetragene Bitte blieb jedoch unbeachtet, erst der Große Kurfürst Friedrich Wilhelm stellte am 6. September 1645 die Stadtrechtsurkunde aus. Die Wehrhaftigkeit der Stadt wurde bei den Angriffen der Tataren in den Jahren 1656 und 1657 bewiesen. Mit Hilfe der kurfürstlichen Truppen unter der Führung von Oberstleutnant Friedrich von Arnheim wurden alle Eroberungsversuche zurückgeschlagen. Bei einem Stadtbrand 1687 wurde Johannisburg teilweise zerstört, auch das Rathaus wurde ein Opfer der Flammen. Viele Opfer forderte die Pest in den Jahren 1709 bis 1711. Angeblich blieben nur 14 Bürger am Leben. Von 1714 bis 1816 war Johannisburg Garnisonstadt der preußischen Armee. Während des Siebenjährigen Krieges (1756–1763) besetzte der russische Oberst Selebrikow mit seinen Truppen die Stadt.

### 19. Jahrhundert
Während der Napoleonischen Kriege hatte Johannisburg in den Jahren 1807 und 1812 durch hohe Kontributionsforderungen und Plünderungen abermals zu leiden, sowohl unter französischer wie unter russischer Besatzung. Vom 23. bis zum 26. Januar 1813 hielt sich der russische Zar Alexander I. in Johannisburg auf.
Mit der preußischen Verwaltungsreform von 1815 wurde Johannisburg zur Kreisstadt des gleichnamigen Kreises ernannt. Das wirtschaftliche Leben erholte sich von den Schäden der vorangegangenen Kriege, insbesondere die Holzindustrie expandierte. Daneben waren der Getreidehandel und die Leinenwebereien die wichtigsten Erwerbsquellen. Vorteilhaft wirkte sich Neubau der Verkehrswege aus, neben der Chaussee nach Ortelsburg und zum polnischen Grajewo, hatte der 1885 erfolgte Anschluss an die Bahnlinie Allenstein–Lyck erhebliche Bedeutung. So stieg auch die Zahl der Einwohner bis 1900 auf 3481, während 1782 nur 1141 Menschen in der Stadt gelebt hatten.

### 20. Jahrhundert
Der bescheidene Wohlstand wurde mit dem Ersten Weltkrieg wieder zunichtegemacht. Vom September 1914 bis Februar 1915 hielt die russische Armee Johannisburg besetzt, zerstörte die Stadt zu großen Teilen und verschleppte 1586 Männer, Frauen und Kinder nach Sibirien. Noch während des Krieges begann im Rahmen der von der Reichsregierung initiierten Ostpreußenhilfe der Wiederaufbau, bei dem Leipzig als Patenstadt Hilfe leistete. Bei der durch den Versailler Vertrag im Abstimmungsgebiet Allenstein angeordneten Volksabstimmung über die Zugehörigkeit zu Deutschland oder Polen am 11. Juli 1920 entfielen in der Stadt Johannisburg 2.940 Stimmen auf Ostpreußen, keine auf Polen. Im Landkreis Johannisburg entfielen 34.036 gegen 14 Stimmen eindeutig für den Verbleib bei Ostpreußen und somit für Deutschland. Der Zuzug von Einwohnern aus dem an Polen verlorenen Westpreußen ließ die Bevölkerungszahl noch einmal auf 5186 im Jahre 1925 anwachsen.
Gegen Ende des Zweiten Weltkriegs wurde Johannisburg am 19. Januar 1945 von sowjetischen Streitkräften bombardiert, was zur Zerstörung von fast zwei Dritteln der Gebäude führte. Am 24. Januar wurde die Stadt von der Roten Armee kampflos erobert. Bald darauf wurde Johannisburg zusammen mit dem südlichen Teil Ostpreußens unter polnische Verwaltung gestellt. Es wanderten anschließend polnische Zivilisten zu. Johannisburg wurde zunächst in Jańsbork, dann in Pisz umbenannt. Soweit die deutschen Einwohner nicht geflohen waren, wurden sie in der darauf folgenden Zeit vertrieben.
Der Ortsname Pisz bezieht sich auf den kleinen Fluss Pisa, einen Nebenfluss des Narew, der wie zwei weitere Flüsse in Ostpreußen auf Deutsch auch Pissek genannt wurde. Der größte Teil des Landkreises Johannisburg bildet heute den Powiat Piski.
Die Eisenbahnstrecke von Szczytno (Ortelsburg) nach Pisz (Johannisburg) wurde 2008 wieder eröffnet.

### Demographie
| Jahr | Einwohnerzahl | Anmerkungen |
| ---- | ------------- | --- |
| 1782 | 1141          | [ 5 ] |
| 1802 | 1136          | [ 6 ] |
| 1810 | 1515          | [ 6 ] |
| 1816 | 1751          | davon 1633 Evangelische und 118 Katholiken |
| 1818 | 1592          | mit Grämershof |
| 1821 | 1962          | in 141 Privatwohnhäusern |
| 1831 | 2040          | teils polnische, teils deutsche Bevölkerung |
| 1867 | 2996          | am 3. Dezember |
| 1871 | 2894          | am 1. Dezember, davon 2635 Evangelische, 51 Katholiken, eine sonstige christliche Person und 207 Juden |
| 1875 | 2772          | [ 10 ] |
| 1880 | 2973          | [ 10 ] |
| 1890 | 3222          | davon 117 Katholiken und 148 Juden |
| 1900 | 3481          | [ 11 ] |
| 1910 | 4301          | am 1. Dezember, davon 3698 Evangelische, 210 Katholiken, 17 sonstige Christen und 146 Juden (3681 mit deutscher, 129 mit polnischer und 261 mit masurischer Muttersprache, 224 Einwohner benutzen die deutsche und eine andere Sprache) |
| 1925 | 5186          | [ 14 ] |
| 1933 | 5725          | [ 10 ] |
| 1939 | 6451          | [ 10 ] |

| Jahr      | 2012   | 2019   |
| --------- | ------ | ------ |
| Einwohner | 19.600 | 19.300 |

## Religionen

### Evangelisch

#### Kirchengebäude

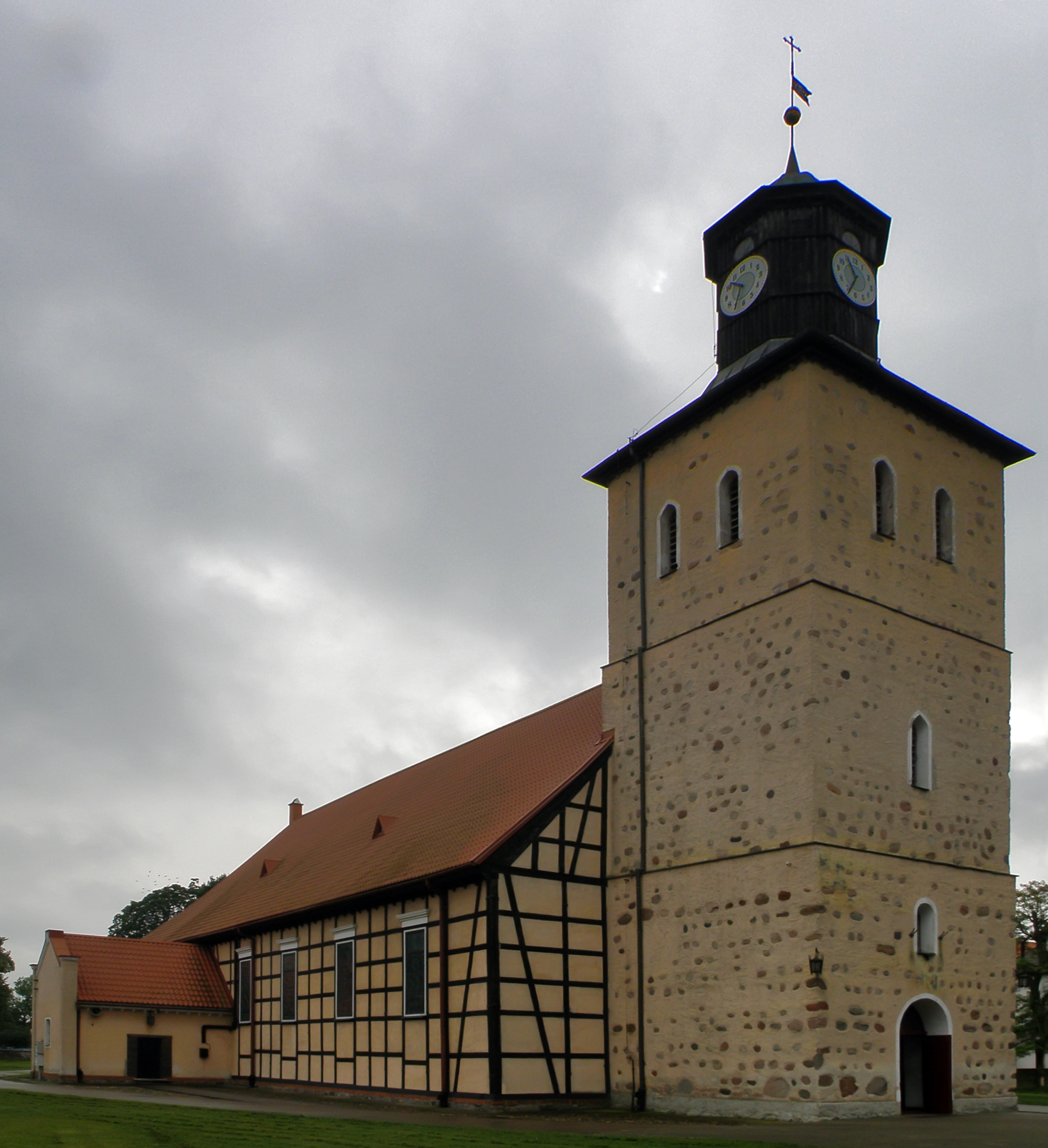
Einst evangelische, heute katholische St. Johannes-Kirche in Pisz (Johannisburg)

Vor 1945 galt die Pfarrkirche in Johannisburg als die größte Fachwerkkirche in Masuren. Sie ist 1843 errichtet worden als Nachfolgebau für ein Gotteshaus, das 1838 einem Brand zum Opfer fiel. Von dieser Kirche stammt noch der massive Turm. Die Kirche ist ein schlichter Saalbau, jedoch mit reicher Ausstattung. Das ist an dem barocken Altar erkennbar, an der figurenreichen Kanzel, an dem der Werkstatt des Isaak Riga zugeschriebenen Taufengel.
Bis 1945 war die Kirche ein evangelisches Gotteshaus, heute dient sie als römisch-katholische Pfarrkirche.

#### Kirchengemeinde
Bereits in vorreformatorischer Zeit war Johannspurgk ein Kirchdorf. Die Reformation fasste hier relativ früh Fuß. Gehörte der Ort anfangs zur Inspektion Lyck (polnisch Ełk), so war dann die Stadt selbst bis 1945 Sitz einer Superintendentur und damit Zentrum eines Kirchenkreises in der Kirchenprovinz Ostpreußen der Kirche der Altpreußischen Union. Im Jahre 1925 zählte die Pfarrei 12.105 Gemeindeglieder, die in einem weitflächigen Kirchspiel wohnten.
Flucht und Vertreibung der einheimischen Bevölkerung ließen nach 1945 das Leben der evangelischen Gemeinde einbrechen. Heute gibt es hier nur wenige evangelische Einwohner, die aber in der neu entstandenen Gemeinde in Pisz, wo sie über ein eigenes Gemeindehaus verfügt, das u. a. den früheren Taufstein der Kirche Alt Ukta beherbergt, und mit ihren Filialkirchen in Biała Piska (Bialla, 1938 bis 1945 Gehlenburg), Ełk (Lyck) und Wejsuny ((Groß) Weissuhnen) eine neue Heimat gefunden haben. Sie gehört zur Diözese Masuren der Evangelisch-Augsburgischen Kirche in Polen.

#### Kirchenkreis Johannisburg
Bis 1945 waren dem Kirchenkreis Johannisburg 13 Kirchspiele zugeordnet:
| Name                              | Polnischer Name     |  | Name                             | Polnischer Name |
| --------------------------------- | ------------------- |  | -------------------------------- | --------------- |
| Adlig Kessel                      | Kociołek Szlachecki |  | Groß Weissuhnen                  | Wejsuny         |
| Arys                              | Orzysz              |  | Johannisburg                     | Pisz            |
| Bialla 1938–1945 Gehlenburg       | Biała Piska         |  | Kumilsko 1938–1945 Morgen        | Kumielsk        |
| Drygallen 1938–1945 Drigelsdorf   | Drygały             |  | Kurwien                          | Karwica         |
| Eckersberg                        | Okartowo            |  | Skarzinnen 1938–1945 Richtenberg | Skarżyn         |
| Gehsen                            | Jeże                |  | Turoscheln 1938–1945 Mittenheide | Turośl          |
| Groß Rosinsko 1938–1945 Großrosen | Rożyńsk Wielki      |  |                                  |                 |

### Katholisch

#### Kirchengebäude
Seit 1945 ist das bisher evangelische Gotteshaus katholische Pfarrkirche, die den Namen Kościół św. Jana Chrzciciela (deutsch Kirche St. Johannes der Täufer) trägt. Das Gebäude wurde mehrfach umgebaut bzw. in seiner Innenausstattung den veränderten liturgischen Gebräuchen angepasst. Dabei konnte viel von der ehemaligen Ausstattung übernommen werden.

#### Pfarrgemeinde

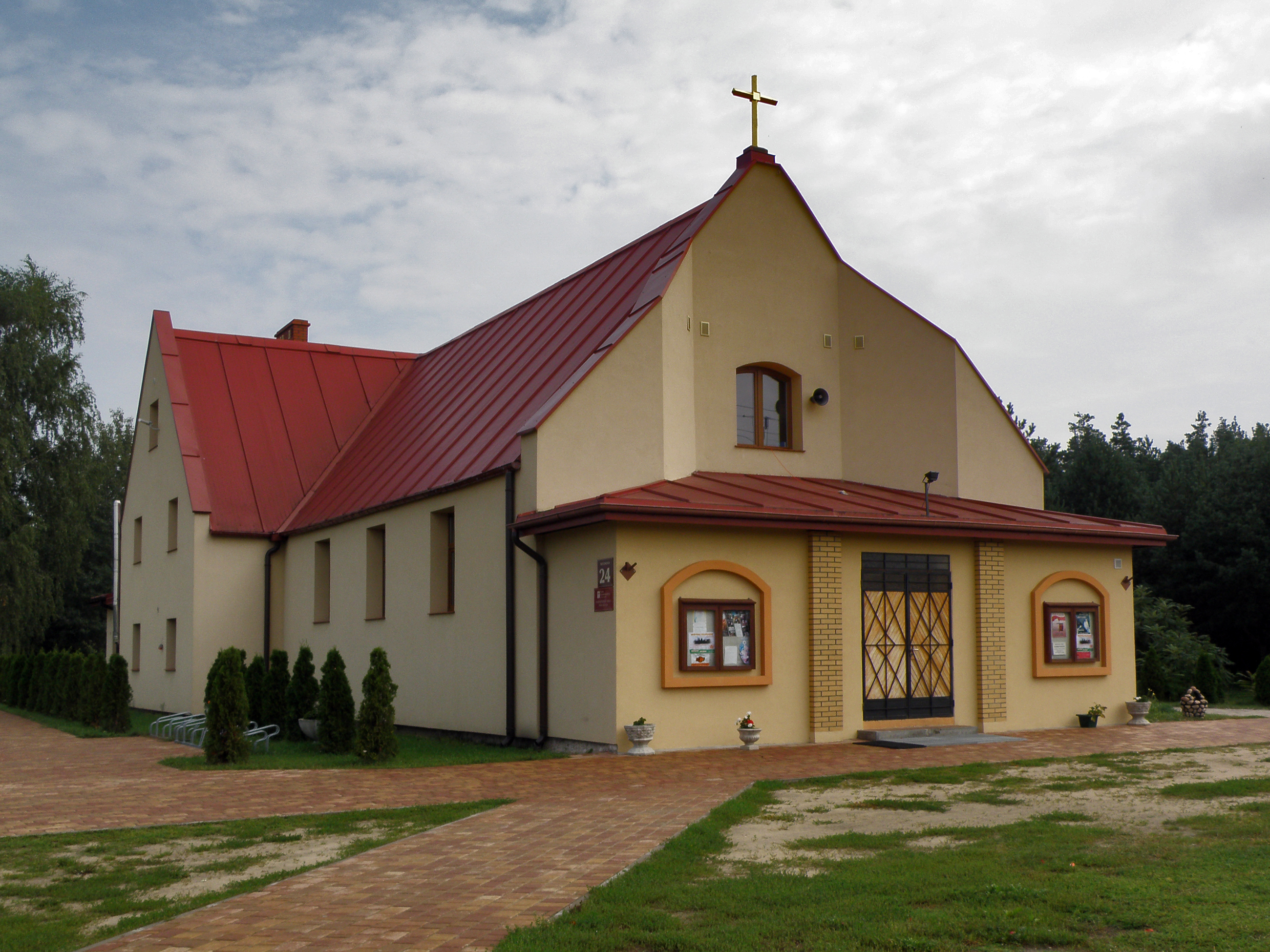
Herz-Jesu-Kirche in Pisz

Seit 1869 gibt es in Johannisburg eine eigene katholische Pfarrei. Sie war in das Dekanat Masuren II mit Sitz in Johannisburg einbezogen und gehörte zum damaligen Bistum Ermland. Die Zahl der Gemeindeglieder war gering. Sie stieg nach 1945 in starkem Maße an, als polnische Neusiedler fast ausnahmslos katholischer Konfession sich hier niederließen und nach dem Krieg einen neuen Anfang wagten. Heute gibt es in der Stadt vier katholische Kirchen, von denen die Kirche St. Johannes der Täufer die älteste ist. Die übrigen drei sind in den 1990er Jahren entstanden. Es handelt sich um die Kirchen:
- Św. Jana Chrzciciela
- Św. Józefa Oblubieńca NMP
- Matki Miłosierdzia Ostrobramskiej
- Najświętszego Serca Pana Jezusa.

Die Kirchen sind alle in das Dekanat Pisz eingegliedert, das zum Bistum Ełk der Römisch-katholischen Kirche in Polen gehört.

#### Dekanat Masuren II / Johannisburg
Der Dekanatsbezirk Masuren II bestand bis 1945 und umfasste die Orte aus mehr als neun ostpreußischen Kreisen, die in zwölf Pfarreien aufgegliedert waren, von denen eine heute auf russischem Gebiet liegt:
| Name                         | Polnischer Name |  | Name                                          | Polnischer Name |
| ---------------------------- | --------------- |  | --------------------------------------------- | --------------- |
| Angerburg                    | Węgorzewo       |  | Lyck                                          | Ełk             |
| Arys                         | Orzysz          |  | Marggrabowa, auch: Oletzko 1928–1945 Treuburg | Olecko          |
| Darkehmen 1938–1945 Angerapp | Osjorsk         |  | Prawdzisken 1834–1945 Reiffenrode             | Prawdziska      |
| Goldap                       | Gołdap          |  | Rastenburg                                    | Kętrzyn         |
| Johannisburg                 | Pisz            |  | Sensburg                                      | Mrągowo         |
| Lötzen                       | Giżycko         |  | Warpuhnen                                     | Warpuny         |

#### Dekanat Pisz
Zum Dekanat Pisz im Bistum Ełk gehören elf Pfarreien:
| Name                                   | Deutscher Name |  | Name                                        | Deutscher Name             |
| -------------------------------------- | -------------- |  | ------------------------------------------- | -------------------------- |
| Jeże                                   | Gehsen         |  | Ruciane-Nida MB Miłosierdzia Ostrobramskiej | Rudczanny/Niedersee-Nieden |
| Kociołek Szlachecki                    | Adlig Kessel   |  | Ruciane-Nida Troicy Świętej                 |                            |
| Pisz Św. Jana Chrzciciela              | Johannisburg   |  | Szarejki                                    | Sareyken/Sareiken          |
| Pisz Św. Józefa Oblubieńca NMP         |                |  | Turośl                                      | Turoscheln/Mittenheide     |
| Pisz Matki Miłosierdzia Ostrobramskiej |                |  | Wiartel                                     | Wiartel                    |
| Pisz Najświętszego Serca Pana Jezusa   |                |  |                                             |                            |

## Ordensburg Johannisburg

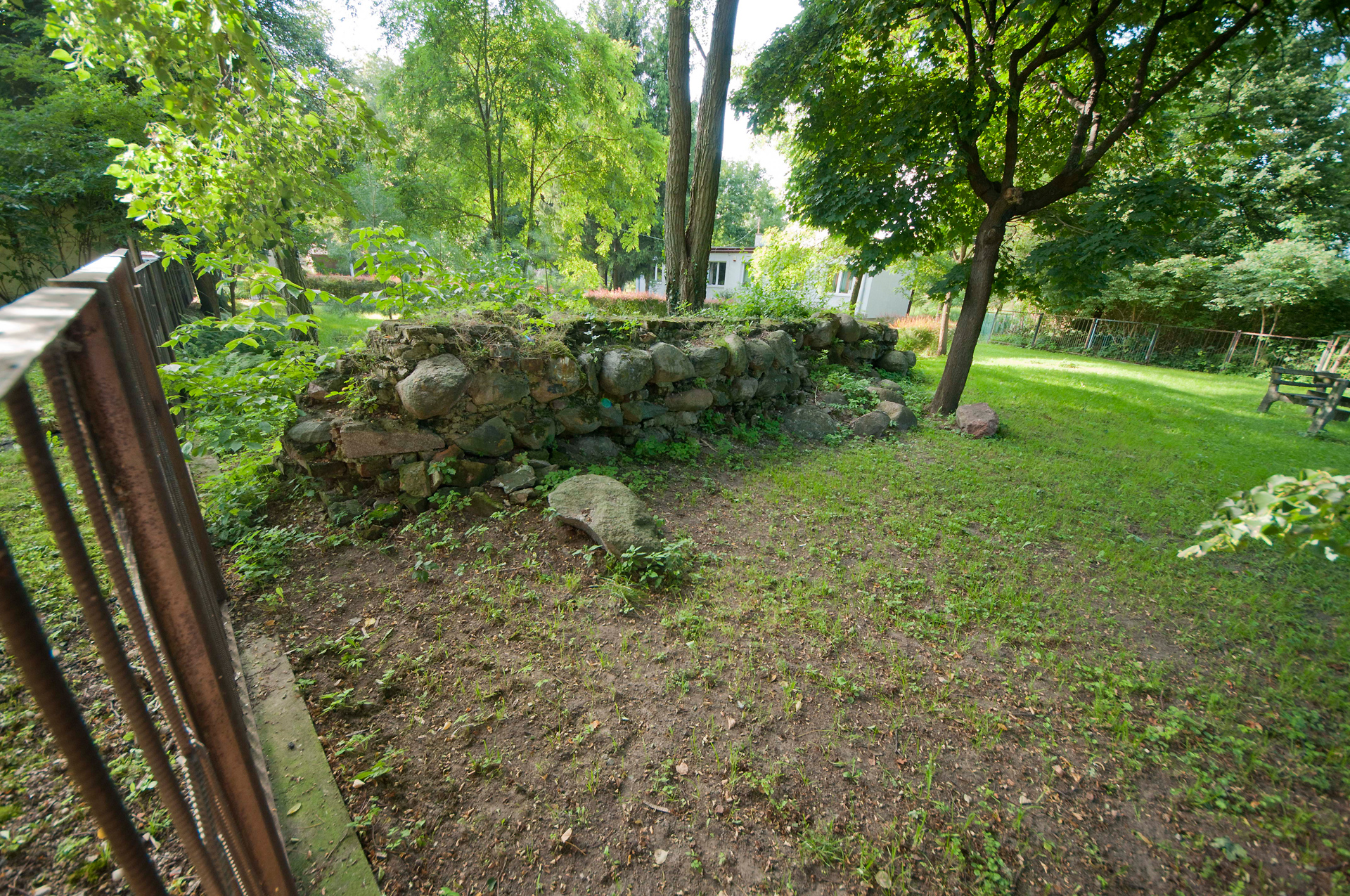
Reste der Johannisburg

Ausgangspunkt der Entwicklung von Johannisburg war eine Befestigungsanlage des Deutschen Ordens, die dessen Hochmeister Heinrich Dusemer 1345 zum Schutz des Flussübergangs und zur Verteidigung gegen die benachbarten Litauer anlegen ließ. Diese griffen in den Jahren 1361 und 1366 die Feste an und eroberten sie bei ihrem zweiten Ansturm. Die hölzernen Anlagen wurden in Brand gesteckt und die Besatzung vertrieben. Nachdem sich die Litauer aus der Gegend wieder zurückgezogen hatten, wurden die eingeäscherte Feste durch eine steinerne Burg ersetzt, die 1378 fertiggestellt war.
Während des Preußischen Städtekrieges 1455 und des Reiterkrieges 1520 wurde Stadt Johannisburg eingeäschert (wohl auch die Burg?).
Nachdem 1525 der Ordensstaat in ein weltliches Herzogtum umgewandelt worden war, sorgte Albrecht I. von Brandenburg-Ansbach für die wirtschaftliche Förderung des Ortes. Die Burg wurde ausgebaut, weiter befestigt und zum Sitz des Amtshauptmannes bestimmt. Wie sehr der Herzog mit der Stadt Johannisburg verbunden war, wurde mit seinem dortigen Aufenthalt während des Pestjahres 1549 deutlich.
Von der Burg des Deutschen Ordens haben sich Reste von Grundmauern erhalten.

## Sehenswürdigkeiten
- Stadtkirche, Neubau 1843 (größte Fachwerkkirche der Region), der 35 m hohe Turm der alten Kirche ist erhalten
- Taufengel (1704) von Isaak Riga als Kirchenschmuck in den Neubau übernommen
- Rathaus, relativ schlichter neugotischer Bau des späten 19. Jahrhunderts
- verschiedene Bürgerhäuser
- Mauer- und Kellerreste der Burg
- waldreiche Umgebung der Johannisburger Heide
- Wasserturm, erbaut 1907, umgenutzt 2013

## Politik
- Kreis Schleswig-Flensburg, Deutschland

1954 übernahm der schleswig-holsteinische Kreis Flensburg-Land (heute Kreis Schleswig-Flensburg) die Patenschaft für die Kreisgemeinschaft Johannisburg e. V., eine Vereinigung der vertriebenen Einwohner von Johannisburg. Seit 1998 besteht zwischen dem Kreis Schleswig-Flensburg und der Stadt Pisz eine Partnerschaft.
- Stadt Mustvee, Estland
- Stadt Alytus, Litauen

## Gemeinde
Zur Stadt-und-Land-Gemeinde (gmina miejsko-wiejska) Pisz mit einer Fläche von 634,8 km² gehören die Stadt selbst und 43 Dörfer mit Schulzenämtern.

## Verkehr

### Straße
Pisz liegt im Kreuzungspunkt zweier bedeutender polnischer Landesstraßen:
- die Landesstraße 58, die in West-Ost-Richtung von Olsztynek (Hohenstein) bis in das bereits in der Woiwodschaft Podlachien gelegene Szczuczyn führt, und
- die Landesstraße 63, die in Nord-Süd-Richtung von der polnisch-russischen bis zur polnisch-belarussischen Staatsgrenze verläuft.

Die einzelnen Ortschaften der Gemeinde sind über Nebenstraßen und Landwege gut miteinander vernetzt.

### Schiene
Durch die Stadt- und Landgemeinde führt die Bahnstrecke Olsztyn–Ełk. Bis 1945 gab es noch zwei weitere Bahnstrecken: die Bahnstrecke Lötzen–Johannisburg und die Bahnstrecke Johannisburg–Fischborn (zwischenzeitlich bis Kolno). Beide wurden 1945 in Kriegsfolge nicht mehr in Betrieb genommen.

### Wasser
Pisz liegt an den masurischen Wasserwegen und ist mit dem Hausboot zu erreichen. Es gibt zahlreiche Marinas und Hotels in der Umgebung. In den Sommermonaten kann es aber Probleme mit dem Wasserstand geben. Die Pisa ist nur mit Hausbooten mit geringem Tiefgang zu befahren. Ansonsten ist Pisz für Hausboote Endstation.

### Luft
Der Flughafen Danzig ist nach einer langen Anfahrt zu erreichen.

## Persönlichkeiten

### Söhne und Töchter der Stadt
Nach Geburtsjahr geordnet
- Georg Christoph Pisanski (1725–1790), Literaturhistoriker
- Gustav Gisevius (1810–1848), Pfarrer (1946 wurde Lötzen nach ihm in Giżycko umbenannt)
- Robert Reuter (1816–1864), Landrat, Politiker
- Robert Reinbacher (1851–1924), Stadtverordneter in Berlin, Mitglied des Preußischen Abgeordnetenhauses
- Leo S. Olschki (1861–1940), Verleger und Antiquar
- Paul Hensel (1867–1944), Pfarrer und Vorkämpfer Masurens
- Ernst Rimmek (1890–unbekannt), in Johannisburg, Kunstmaler
- Günther Strupp (1912–1996), Maler und Grafiker
- Siegfried Hold (1931–2003), Kameramann
- Marianne Hold (1933–1994), Schauspielerin
- Rudolf Fritsch (1939–2018), deutscher Mathematiker
- Jörg Hildebrandt (* 1939), Verlagslektor, Anthologist und Hörfunkjournalist
- Wolf-Eberhard Barth (* 1941), Forstbeamter, Kynologe und Naturschützer
- Zbigniew Włodkowski (* 1961), polnischer Lehrer, Politiker, Vizeminister im Ministerium für Nationale Erziehung, Bürgermeister von Orzysz
- Mirosław Stanisław Wachowski (* 1970), polnischer, römisch-katholischer Geistlicher und Kurienbeamter.

### Sonstige mit der Stadt in Verbindung stehende Persönlichkeiten
- Johann David Ludwig Graf Yorck von Wartenburg (1759–1830), Stadtkommandant von Johannisburg (1797–1799)
- Johannes Petersen, Kreispräsident des Kreises Schleswig-Flensburg, Ehrenbürger der Stadt.[22]